# Усть-Иля
Усть-Иля́ — село в Акшинском районе Забайкальского края России. Административный центр и единственный населённый пункт Усть-Илинского сельского поселения.

## География
Село находится в северо-востоке района, у реки Онон, близ устья реки Иля, на расстоянии примерно 28 километров от села Акши.
Климат
Климат характеризуется как резко континентальный с продолжительной холодной зимой и сравнительно тёплым летом. Средняя температура воздуха самого холодного месяца (января) составляет −22,7 °C; средняя температура самого тёплого месяца (июля) — 38 °C. Среднегодовое количество атмосферных осадков составляет 350—410 мм. Большая часть осадков (до 85 %) выпадает в течение тёплого сезона. Продолжительность безморозного периода составляет от 85 до 100 дней в году.

## История
Основано в 1755 году крестьянами, переселёнными в зачёт рекрутского набора.
В 1930 организован колхоз «Ударник», в 1934 создана первая в районе МТС.
На фронты Великой Отечественной войны ушли 85 усть-илинцев, 36 из них погибли. В их память в селе поставлен памятник односельчанам, погибшим в годы Великой Отечественной войны.

## Население
| 1867 | 1989 | 2002 | 2010 | 2012 | 2013 |
| ---- | ---- | ---- | ---- | ---- | ---- |
| 702  | ↗858 | ↘696 | ↘551 | ↘541 | ↘527 |
| 2014 | 2015 | 2016 | 2017 | 2018 | 2019 |
| ↗528 | →528 | ↘527 | ↘522 | ↘503 | ↘481 |
| 2020 | 2021 |      |      |      |      |
| ↘463 | ↘374 |      |      |      |      |

Гендерный состав
На 2007 год из 696 жителей	344 мужчины, 352 женщины.
Национальный состав
Согласно результатам переписи 2002 года, в национальной структуре населения русские составляли 94 % из 696 жителей.

## Инфраструктура
Основное занятие жителей — сельскохозяйственное производство в коллективных и личных подсобных хозяйствах. В 1960-е село стало центральной усадьбой созданного колхоза им. В. И. Ленина.
В 1894 в селе появилась — сберкасса, в 1899 — телеграф.
В селе функционируют средняя общеобразовательная школа (в 1898-м открыто 2-классное четырёхлетнее церковно-приходское училище), детский сад, фельдшерско-акушерский пункт.

## Транспорт
Стоит на автодороге регионального значения Бырка — Акша.